# Дземброня (гора)
Дземброня — одна из вершин хребта Чарногора (Украинские Карпаты). Высота горы — 1877 м.
Она расположена в юго-восточной части хребта, между горами Поп Иван (на юго-востоке) и Мунчель (на северо-западе), в пределах Карпатского национального природного парка, на границе Ивано-Франковской и Закарпатской областей.
Вершина Дземброни имеет пирамидальную форму, в привершинной части — каменные россыпи. Распространены кустарники и еловые леса (до высоты 1500—1600 м). На южных склонах горы расположено урочище «Полонина Бальзатул» с истоками реки Бальзатул (правый приток Белой Тисы). На западных склонах чётко заметен ледниковый кар, в котором берёт начало река Дземброны, левый приток Чёрного Черемоша.
Ближайший населённый пункт — село Дземброня (Ивано-Франковская область).

## Топографические карты
- Лист карты M-35-134 Ворохта. Масштаб: 1 : 100 000. Состояние местности на 1976 год. Издание 1978 г.